# Giacomo Gaioni
Giacomo Gaioni (Roverbella, Llombardia, 26 d'abril de 1905 - Màntua, 14 de novembre de 1988) va ser un ciclista italià, que va córrer durant els anys 20 i 30 del segle xx.
Va prendre part en els Jocs Olímpics d'Amsterdam de 1928, en què va guanyar la medalla d'or en persecució per equips, fent equip amb Cesare Facciani, Mario Lusiani i Luigi Tasselli.

## Palmarès
- 1928
  -  Medalla d'or als Jocs Olímpics d'Amsterdam en persecució per equips